# کلیسای یونایتد کانادا
کلیسای یونایتد کانادا (فرانسوی: Église unie du Canada‎) یک فرقه اصلی پروتستان است که بزرگ‌ترین فرقه مسیحی پروتستان در کانادا و دومین فرقه بزرگ مسیحی کانادا بعد از کلیسای کاتولیک در کانادا است.